# Închisoarea Dartmoor
Închisoarea Dartmoor (în engleză HM Prison Dartmoor) este un penitenciar de bărbați de categorie C, situat în Princetown, pe Dartmoor în comitatul englez Devon. Zidurile sale de granit domină această zonă. Închisoarea este deținută de către Ducatul de Cornwall și este operată de către HM Prison Service.

## Închisoarea astăzi

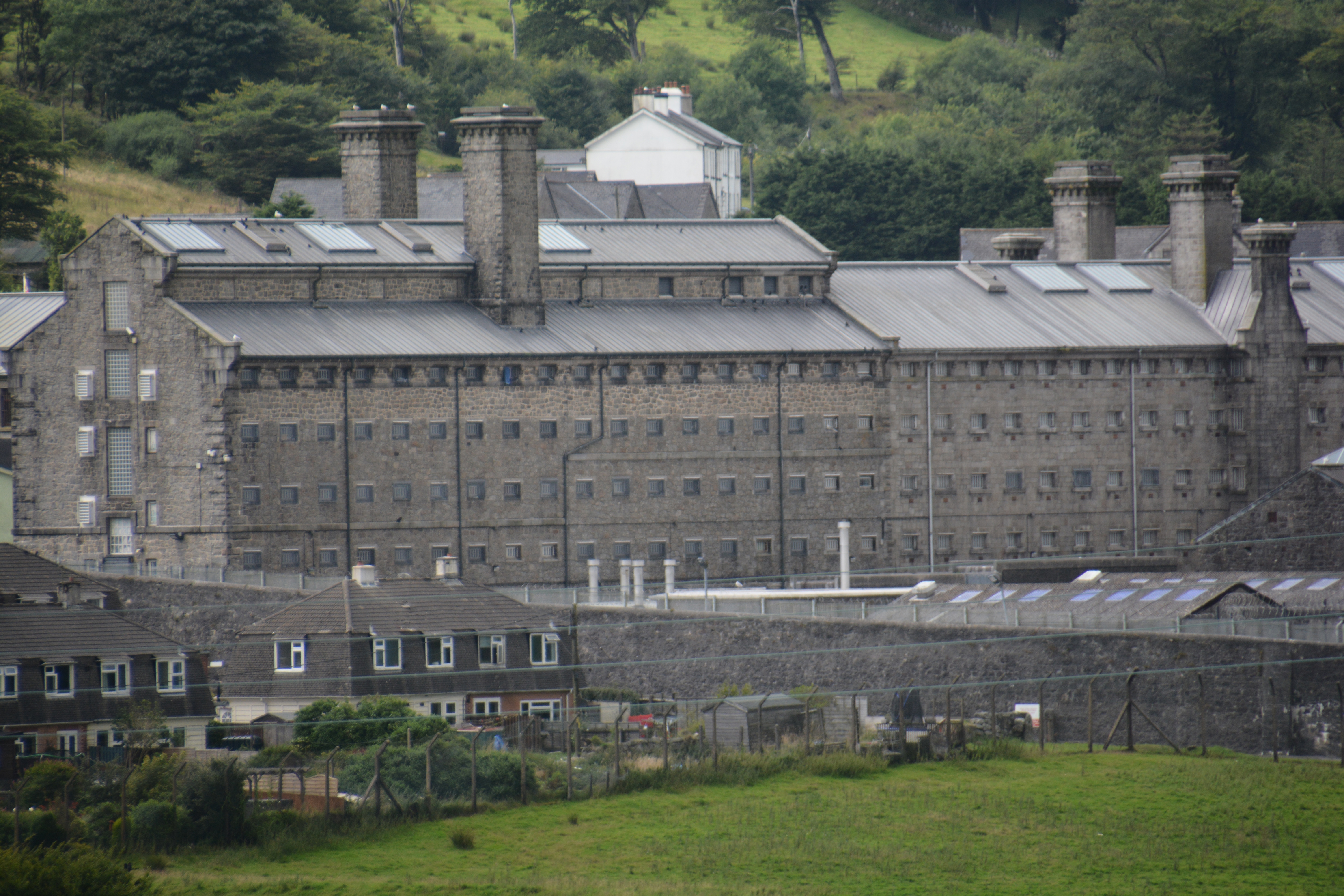
Închisoarea în 2017

Dartmoor încă are o reputație de a fi o închisoare de înaltă securitate din care nu se poate evada. Acum închisoare de categorie C, Dartmoor găzduiește în principal infractori non-violenți și cu guler alb. De asemenea, găzduiește infractori sexuali și oferă programe de tratament destinate acestora pentru a-i conștientiza de inacceptabilitatea comportamentului lor. Ulterior, unii deținuți se oferă voluntari pentru tratamente de schimbare a comportamentului cu medicamente în cadrul unui sistem pilotat la HMP Whatton, care a avut rezultate încurajatoare.
Celulele din Dartmoor sunt împărțită în șase aripi. Prizonierii au parte de o ofertă educațională care variază de la abilități de bază la cursuri ale Open University. Formarea profesională include cursuri de electronică, zidărie și tâmplărie până la nivel de City & Guilds și NVQ, cursuri de curățenie industrială și tehnoredactare. Există, de asemenea, locuri de muncă disponibile în catering, agricultură, grădinărit, spălătorie, textile, Braille, producție de mobilier și lustruire. Ocuparea forței de muncă este susținută de calificări profesionale NVQ sau City & Guilds. Toate cursurile și calificările de la Dartmoor sunt operate de South Gloucestershire and Stroud College și Cornwall College.

## Viitor
În septembrie 2013, a fost anunțat că se poartă discuții cu Ducatul de Cornwall cu privire la viitorul pe termen lung al Închisorii Dartmoor. În ianuarie 2014, BBC News a raportat că perioada de preaviz pentru închidere care trebuie oferită Ducatului este de 10 ani. În noiembrie 2015, Ministerul Justiției a confirmat, ca parte a unui program major de a înlocui cele mai vechi închisori, că nu va reînnoi contractul pentru închisoare.
Pe 25 octombrie 2019 a fost anunțat că HMP Dartmoor se va închide în 2023.

## Foști deținuți notabili
- Michael Davitt

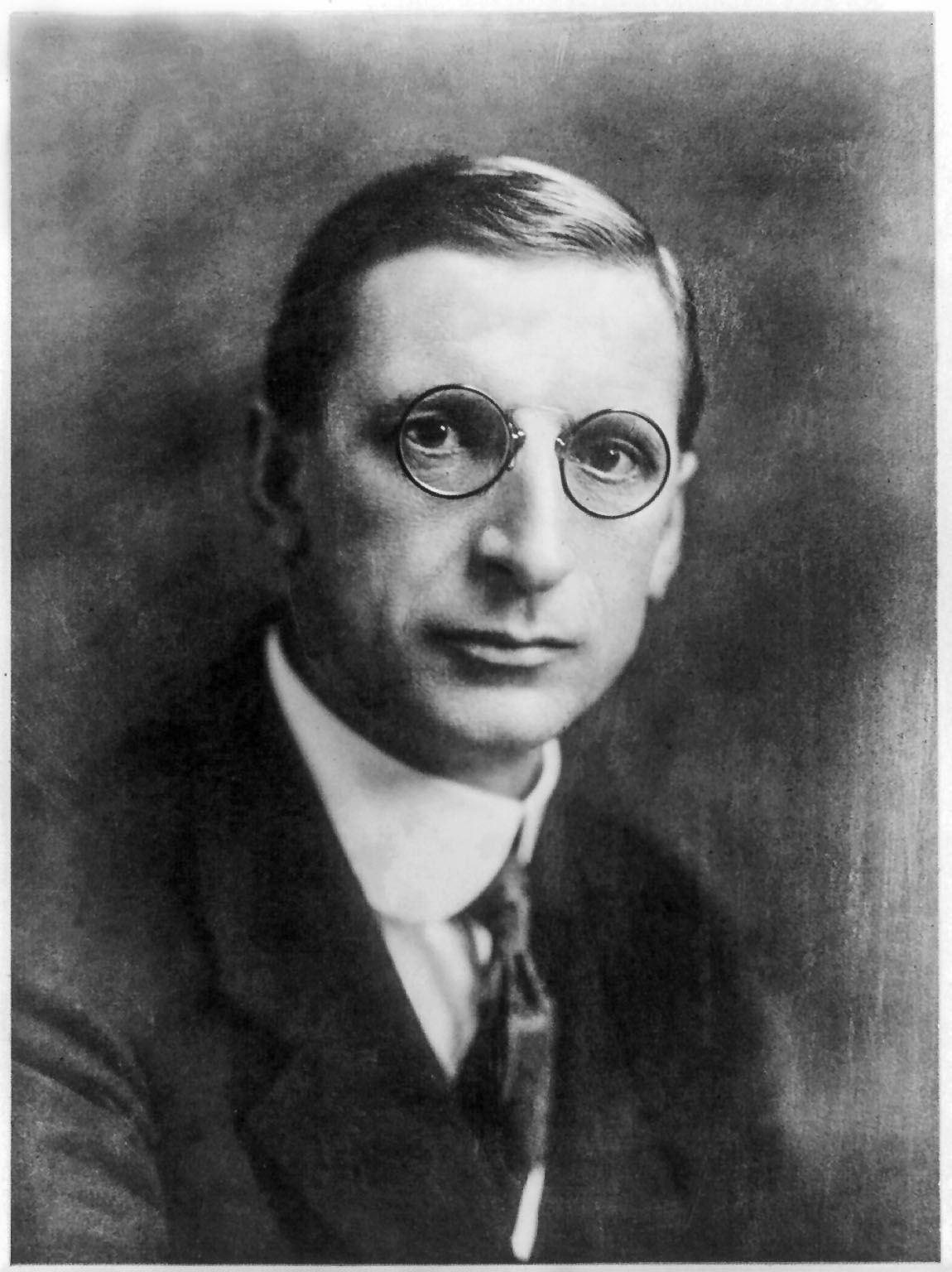
Éamon de Valera (1920)

- Peter Hammond, fondator al Hammond, Louisiana, SUA
- Fred Longden
- John Rodker
- Moondyne Joe
- Thomas William Jones, Baron Maelor
- John Boyle O'Reilly
- Arthur Owens
- Éamon de Valera
- F. Digby Hardy
- John Williams
- Frank Mitchell
- Reginald Horace Blyth
- Darkie Hutton
- John George Haigh
- Bruno Tolentino, care în cele din urmă a fost deportat în Brazilia, unde a fost publicată cea mai mare parte a operei sale. „A Balada do Cárcere” (1996) este o amintire poetică a timpului petrecut la Dartmoor[6].
- Fahad Mihyi, terorist al grupării Frontul Popular pentru Eliberarea Palestinei din spatele Atacului autobuzului din Londra din 1978[7]